# Czasowniki modalne w języku angielskim
Czasowniki modalne w języku angielskim – grupa czasowników występujących w standardowym zdaniu zawsze z czasownikiem głównym i wpływających na jego znaczenie. Przy ich użyciu mówiący może nadać wypowiedzi charakter życzenia, wątpliwości, przekonania o słuszności, a także przekazać rozmówcy swoje oczekiwania w związku z czynnością, którą modalizuje, wyrażając prośbę, nakaz, zakaz, przyzwolenie. Wszystkie angielskie czasowniki modalne są w zdaniu czasownikami posiłkowymi (zwanymi niekiedy przez polskich gramatyków „operatorami”), tzn. tworzą pytania przez inwersję, a przeczenia przez zaprzeczenie samego czasownika, bez innych posiłkowych. Oprócz modalnych istnieje również niezbyt liczna grupa czasowników semimodalnych, które mogą się zachowywać zarówno jak czasowniki zwykłe, jak i modalne, w zależności od znaczenia. 
W języku angielskim istnieją następujące czasowniki modalne i semimodalne:
| Czasownik              | Przeczenie         | Czas przeszły              | Przeczenie                                               | Znaczenie                                                 |
| ---------------------- | ------------------ | -------------------------- | -------------------------------------------------------- | --------------------------------------------------------- |
| Czasowniki modalne     |                    |                            |                                                          |                                                           |
| can                    | cannot can't       | could                      | could not couldn't                                       | móc, umieć, potrafić oznacza zdolność, prawdopodobieństwo |
| may                    | may not            | might                      | might not mightn't                                       | móc, oznacza prawdopodobieństwo, zezwolenie               |
| must                   | must not mustn't   | must + perfect infinitve   | must not + perfect infinitive mustn't + perfect infitive | musieć, oznacza przymus, głównie wewnętrzny               |
| will 'll               | will not won't     | would 'd                   | would not woudn't                                        | wyraża chęć, używany do tworzenia czasu przyszłego        |
| shall 'll              | shall not shan't   | should                     | should not shouldn't                                     | wyraża ofertę, powinność, przypuszczenie                  |
| ought                  | ought not oughtn't | ought + perfect infinitive | ought + perfect infinitive oughtn't + perfect infitive   | mieć powinność                                            |
| Czasowniki semimodalne |                    |                            |                                                          |                                                           |
|                        |                    | used                       | usedn't                                                  | mieć w zwyczaju                                           |
| dare                   | daren't            | dared                      |                                                          | śmieć, mieć czelność, ważyć się                           |
| need                   | needn't            | needed                     |                                                          | potrzebować, (nie) musieć                                 |

## Zasady czasowników modalnych
Same tworzą pytania, przeczenia, tagi i krótkie odpowiedzi, bez użycia do jako operatora:
- Shall I open the window? → Czy mam otworzyć okno?
- You really oughtn't to drink so much. → Naprawdę nie powinieneś tyle pić.

Nie przyjmują żadnych końcówek:
- She can play the piano. → Ona potrafi grać na pianinie.

Nie mają formy bezokolicznika:
- I'd like to be able to turn water into champagne. → Chciałbym móc zamieniać wodę w szampan.

Używamy po nich bezokolicznika bez to innych (niemodalnych) czasowników (wyjątek to ought):
- You must save your work regularly. → Musisz regularnie zapisywać swoją pracę.
- Ought I to reflect on my values and beliefs? → Czy powinienem zastanowić się nad swoimi wartościami i przekonaniami?

Miejsce czasownika will w zdaniu

W zdaniu twierdzącym czasownik modalny zajmuje drugie miejsce w zdaniu (natychmiast po podmiocie) pierwsze miejsce w grupie czasowników
- You (1) must (2) leave (3) this place (4) p.d.q. (5) → Musisz natychmiast opuścić to miejsce.

W wyjątkowych przypadkach czasownik modalny może nie pociągać za sobą innego czasownika, pod warunkiem, że przekaz jest czytelny dla odbiorcy: 
- You know pretty well I must → Sam wiesz dobrze, że muszę.

## Can
| can | cannot | can't                              |
| kæn | kæ'nɒt | Brytyjski: kɑ:nt Amerykański: kænt |

Czasownik can ma następujące formy: przeczącą cannot (używaną częściej w języku oficjalnym) i can't (wymowa brytyjska /kɑ:nt/, amerykańska /kænt/). Czasownik występuje zawsze przed innymi czasownikami, nie przybiera w bezokoliczniku to, jak też nie zmienia swej formy. Używa się go w następujących sytuacjach:
w przeczniach - coś jest niemożliwe:
- A triangle can't have four sides. → Trójkąt nie może mieć czterech boków.

w brytyjskim w przeczeniach - istnieją mocne dowody na to, że coś nie jest prawdą:
- He cannot be the culprit because he has an alibi. → On nie może być sprawcą, ponieważ ma alibi.

w przeczeniach - mówimy, że źle jest coś zrobić albo żeby czegoś nie robić:
- You cannot touch the exhibits in the museum. → Nie można dotykać eksponatów w muzeum.

oferujemy zrobienie czegoś:
- I can fix your bike if you want to. → Mogę naprawić twój rower, jeśli chcesz.

dajemy instrukcje lub składamy prośby:
- Can you hold the door for me? → Możesz przytrzymać mi drzwi?

pytamy o pozwolenie:
- Can I borrow your computer? → Czy mogę pożyczyć twój komputer?

dajemy pozwolenie:
- Yes, you can. → Tak, możesz.

odmawiamy pozwolenia:
- I'm afraid that you can't. → Obawiam się, że nie możesz

mówimy o zdolności lub niezdolności zrobienia czegoś z powodu wiedzy, umiejętności, zdolności:
- She can swim. → Ona potrafi pływać.

mówimy o zdolności lub niezdolności zrobienia czegoś z powodu danych okoliczności:
- I cannot attend tomorrow's meeting because I have a doctor's appointment. → Nie mogę uczestniczyć w jutrzejszym spotkaniu, ponieważ mam wizytę u lekarza.

dla stwierdzenia możliwości wystąpienia jakiegoś zdarzenia:
- The weather can be very hot in Taunton → Może być bardzo gorąco w Taunton.
- He can't have eaten all that cake → Nie mógł przecież zjeść całego tortu[5]

z czasownikami see, hear, smell, a także remember, imagine i understand oznacza natychmiastową zdolność odbierania bodźców:
- I can smell something burning → Czuję, że coś się pali.

## Could
| could | could not | couldn't |
| kʊd   | kʊd'nɒt   | kʊdnt    |

Could jest czasem przeszłym i formą trybu warunkowego czasownika can. Często (choć nie zawsze) używa się go w podobnym kontekście co czasownika might. Czasownik  could ma formę przeczącą could not (w formie skróconej couldn't) i tworzy pytania przez inwersję. Uzywa się go w następujących znaczeniach:
- niewielkiego prawdopodobieństwa zajścia danej sytuacji[6]: It could rain tomorrow, but there are no clouds in the sky today → Jutro może padać, ale dziś jest bezchmurne niebo. Chances are small we could buy tickets for the match → Małe szanse, że dostaniemy bilety na mecz.
- Could używa się w pytaniach o pozwolenie[6]:  Could I see that book, please? → Czy mógłbym zobaczyć tę książkę? W tej sytuacji rzadziej używa się might.
- Czasownika używa się również do czynienia uwag i wskazówek: Could you wait over there, please? → Czy mógłbyś zaczekać tam?[6]
- Z bezokolicznikiem przeszłym wyraża możliwość zaistniałą w przeszłości[6]: He could have passed that exam after all → Mimo wszystko mógł zdać tamten egzamin.
- Może oznaczać zdolność w przeszłości[6]: When he was seven, he could climb the highest trees in the neibourhood → Gdy miał 7 lat, potrafił wspinać się na najwyższe drzewa w okolicy.

## May
| may | may not |
| meɪ | meɪ'nɒt |

May występuje zawsze przed innymi czasownikami. W bezokoliczniku występuje bez cechy to. Jedyną formą pochodną jest might.  Czasownik wyraża:
- Możliwość lub prawdopodobieństwo zaistnienia zdarzenia w teraźniejszości[7]: She may be sleeping → Może ona śpi. Często odnosi się do możliwości zajścia zdarzenia w przyszłości: It may rain tomorrow, but we hope it'll be sunny → Jutro może padać, ale mamy nadzieję, że będzie słonecznie.
- Przeczenie may not może oznaczać możliwość lub prawdopodobieństwo: You may not be able to go swimming today → Może nie będziesz w stanie dziś iść popływać.
- May często wyraża zezwolenie[7]: May I use your towel? → Czy mogę użyć twojego ręcznika? W tym znaczeniu can jest używane częściej, jednak wielu użytkowników języka uważa, że may jest uprzejmiejsze i poprawniejsze niż can[7].

## Might
| might | might not | mightn't |
| maɪt  | maɪt'nɒt  | 'maɪtnt  |

Znaczenie might jest obecnie zbliżone do could, niemniej jednak istnieje kilka różnic. 
- Might jest częstsze w wyrażaniu prawdopodobieństwa bądź możliwości, could spotyka się częściej w pytaniu o pozwolenie[6].
- Might nie używa się w pytaniach, zastępuje je could[6]: Could you possibly lend me your bicycle? → Czy mógłbyś pożyczyć mi swój rower?
- Znaczenia could i might w przeczeniach są różne. W zwrocie could not przeczenie odnosi się do could, w zwrocie might not przeczenie odnosi się do następującego po nim czasownika[6]: You could not have met my grandfather because he died before you were born → Nie mogłeś spotkać się z moim dziadkiem, gdyż umarł, zanim się urodziłeś. You might not have met my grandfather → Być może nie widziałeś mojego dziadka.
- W zdaniach warunkowych znaczenie could i might jest różne[6]. If it should rain, the game could take place indoors → Jeśli będzie padać, będzie można zorganizować mecz w hali (w znaczeniu organizacji spotkania). If it should rain, the game might take place indoors → Jeśli będzie padać, mecz być może zostanie rozegrany w hali (prawdopodobieństwo).

## Must
| must | must not | mustn't |
| mʌst | mʌst'nɒt | 'mʌsnt  |

Must jest czasownikiem pojawiającym się zawsze przed czasownikiem głównym. Nigdy nie występuje z cechą bezokolicznika to, czasownik modalizowany również nie przyjmuje cechy to.  Czasownik nie ma formy czasu przeszłego, a zaprzeczeniem jest must not (w formie skróconej mustn't). Czasownik ma następujące znaczenia:
- Obowiązek, konieczność. Odpowiada polskiemu czasownikowi „musieć”: You must eat to live → Aby żyć, trzeba jeść. You must  quit smoking and vaping if you want to lower your blood pressure → Musisz rzucić palenie i e-papierosy, jeśli chcesz zbić ciśnienie.
- Przeczenie must not oznacza zakaz[8] i odpowiada polskiemu zwrotowi „nie wolno”: You mustn't drink water from the river → Nie wolno pić wody z rzeki. Aby wykazać brak zobowiązania czy konieczności, używa się formy don't/doesn't have to[8]: You must not take these medicines, they do cause cancer → Nie wolno ci brać tamtych leków, one powodują raka. You don't have to take those medicines, all you need is carrot juice and much exercise → Nie musisz brać tamtych leków, potrzebujesz tylko soku z marchwi i dużo ruchu.

## Shall
| shall | 'll | shall not | shan't |
| ʃæl   | l   | ʃæl'nɒt   | ʃɑ:nt  |

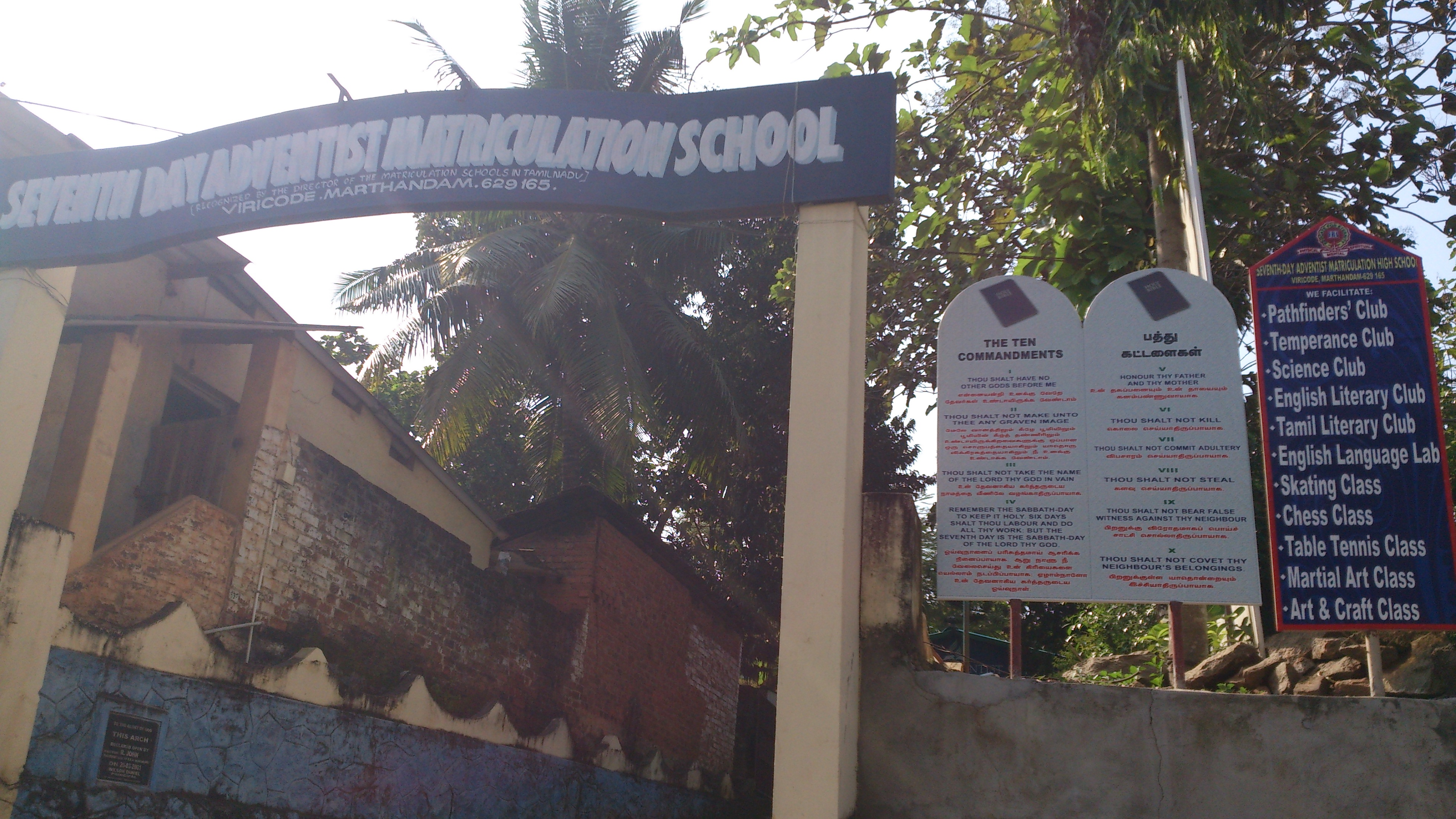
Czasownik shall (a w zasadzie jego starsza forma II osoby lp. shalt) pojawia się w tekście dziesięciu przykazań

Czasownik shall pojawia się zawsze przed czasownikiem głównym, nigdy nie występuje z cechą bezokolicznika to, formą przeczącą jest shall not (w formie skróconej shan't). W większości przypadków nie używa się go w amerykańskiej odmianie języka angielskiego. Shall jest nacechowane stylistycznie, do tworzenia czasu przyszłego zaleca się will. Czasownik shall stosuje się w następujących sytuacjach:
- W brytyjskim angielskim w I osobie liczby pojedynczej i mnogiej czasu przyszłego prostego (Future simple) w miejsce will bez zmiany znaczenia[9]. Jest to forma uważana za część użytkowników języka za bardziej poprawną, zwłaszcza w formie pisanej. Przed rokiem 1950 była powszechna w literaturze publikowanej w Anglii[11].  We shall see → Zobaczymy.
- Czasownik shall wyraża obowiązek lub nakaz[9]: You shall wait for me in front of ASDA → Masz czekać na mnie przed marketem ASDA.
- Czasownik shall może wyrażać pewność co do wydarzeń w przyszłości, przy czym najczęściej w takich wyrażeniach, w których mówiący ma kontrolę nad sytuacją[12]: I shall be leaving as soon as I am ready → Wyjdę zaraz, jak będę gotowy.
- Rzadko spotyka się shall w składaniu obietnic bądź przyrzeczeń i jest raczej formalne[12]: One day I shall make a lot of money → Kiedyś zrobię duże pieniądze.
- W pytaniach o decyzje, instrukcje, przy oferowaniu pomocy lub przysługi. To zastosowanie shall spotyka się również w amerykańskiej odmianie języka angielskiego[9]: Shall I open the window?  → Czy mam otworzyć okno?
- W starszej angielszczyźnie shall używany był do wyrażania gróźb i obietnic. W takich sytuacjach jest używany ze wszystkimi osobami[13]: He shall regret this → Jeszcze tego pożałuje. You shall be given what you deserve → Dostaniesz to, na co zasługujesz. W tym kontekście shall pojawia się w tekście dziesięciu przykazań: You shall not kill → Nie zabijaj.
- Jako końcówka pytająca (question tag) do trybu rozkazującego w I os. l. mn.: Let's buy icecreams, shall we? → Kupmy lody, dobrze?
- Może wyrażać intencje mówiącego co do przyszłości[14]: I shall be leaving soon → Zaraz pójdę. I shall make some enquiries and call you back → Popytam trochę i oddzwonię.
- Shall jest bardziej emfatyczne niż will[14]: I shan't go back there → Już nigdy tam więcej nie pójdę. I shall not disclose his name → Nie wyjawię jego nazwiska.

## Should
| should | 'd | should not | shouldn't |
| ʃʊd    | d  | ʃʊd'nɒt    | 'ʃʊdnt    |

Analiza gramatyczna zdania pytającego z czasownikiem should

Should jest czasownikiem pojawiającym się zawsze przed czasownikiem głównym. Nigdy nie występuje z cechą bezokolicznika to, czasownik modalizowany również nie przyjmuje cechy to. Formalnie jest formą czasu przeszłego czasownika shall, choć obecnie nie ma między nimi większych związków. Forma przecząca to should not (w wersji zredukowanej shouldn't. 
Should stosuje się w następujących kontekstach:
- Przekonanie, że coś jest słuszne[15]: The government should lower taxes → Rząd powinien obniżyć podatki. Children should be seen, not heard → Dzieci powinno być widać, nie słychać.
- Do formułowania zasad i instrukcji[15]: Protective shoes and hi-viz jackets should be worn on the premises → Na terenie zakładu należy nosić buty ochronne i kamizelki wysokiej widoczności.
- Przeczenie oznacza czynność naganną bądź nieodwracalną[15]: You shouldn't smoke so much.
- Może oznaczać zdarzenie o wysokim stopniu prawdopodobieństwa bądź prawie pewne[15]: The plane should be landing at Stockholm right now → Samolot powinien właśnie lądować w Sztokholmie. You should win three no trump, you've got four aces and four kings → Powinieneś wygrać to trzy bez atu, masz cztery asy i cztery króle.
- Przeczenie oznacza zdarzenie o małym prawdopodobieństwie zajścia[15]: There shouldn't be any problem with the cats, I left them more food than they're able to tuck in → Nie powinno być problemu z kotami, zostawiłem im więcej żarcia, niż są w stanie wsunąć.
- Użycie should z imiesłowem czasu przeszłego implikuje, że dane zdarzenie nie miało miejsca[15]. You should've sent these letters. Why didn't you do it? → Powinieneś był wysłać te listy, dlaczego tego nie zrobiłeś?
- Użyte w I trybie warunkowym w zdaniu podrzędnym oznacza mało prawdopodobny warunek[15]: Should there be a problem, call me immediately → Jeśli wystąpi jakiś problem, proszę natychmiast mnie wezwać (mówiący jest przekonany, że nie wystąpi).
- Niektóre przymiotniki, czasowniki i rzeczowniki bywają użyte w zdaniach złożonych typu that-clause zawierające should. Użecie w zdaniach tego typu should oznacza, że mówiący jest zainteresowany zdarzeniem w zdaniu podrzędnym, a nie, że ono zaszło[15]: It's a pity that the neighbours should object → Szkoda, że sąsiedzi będą mieli pretensje.  I was sorry/glad that they should think like that → Było mi przykro/byłem zadowolony, że tak pomyśleli.
- Niektóre zdania podrzędnie złożone typu subjunctive zawierają should w zdaniu podrzędnym. Oznacza ono powinność w przyszłości. W takim zdaniu should można pominąć, zostawiając bezokolicznik[15]: It's essential that the law (should) be enforced → Jest absolutnie konieczne, aby było wymuszane przestrzeganie prawa. It's important you (should) be obedient → Ważne, byś był posłuszny. I insist you (should) study law → Żądam, byś studiował prawo.
- W pytaniach should może oznaczać zaskoczenie, niedowierzanie lub protest[15]: Why should you move to Finland? → Dlaczego miałbyś wyprowadzać się do Finlandii?

## Ought
| ought | ought not | oughtn't   |
| ɔ:t   | ɔ:t nɒt   | ˈɔː.t(ə)nt |

Ought jest czasownikiem pojawiającym się zawsze przed czasownikiem głównym. Występuje z cechą bezokolicznika to, czasownik modalizowany nie przyjmuje cechy to. W końcówkach pytających to zanika. Przeczeniem jest ought not, skracane zwłaszcza w języku mówionym do oughtn't: We ought to leave early, oughtn't we? W amerykańskiej odmianie języka angielskiego forma pytająca i przecząca są rzadkie, zamiast nich występuje should. W niektórych brytyjskich dialektach spotyka się pytania i przeczenia tworzone przy użyciu operatorów do i does. Ought używa się w następujących sytuacjach:
- Nakładanie zobowiązań i udzielanie rad, jak również podkreślenia moralnego zobowiązania[17]. Siła czasownika jest podobna do should (które jest częstsze w tym zastosowaniu) i nie tak mocna jak must[16]: You really ought to ring your mother → Naprawdę powinieneś zadzwonić do swojej matki.
- Wyciąganie wniosków, zwłaszcza  jeśli zdarzenie jest logicznym następstwem bądź nie jest odstępstwem od normy[16]: The weather ought to improve after the weekend → Pogoda powinna się poprawić na początku przyszłego tygodnia.
- Użycie ought w pytaniach ma charakter formalny; w mowie potocznej formalności tej unika się stosując pytanie do you think[16]: Do you think we ought to visit our uncle? → Nie sądzisz, że powinniśmy odwiedzić wujka?
- Ought w użyciu z bezokolicznikiem przeszłym informuje, iż dane zdarzenie nie zaszło[16]: It's ten o'clock; she ought to have arrived by nine → Jest dziesiąta. Powinna była dotrzeć tu przed dziewiątą.
- Przysłówki takie jak always, never, really mogą występować zarówno przed jak i po czasowniku ought[16]: You always ought to carry a bob or two = You ought to always carry a bob or two → Zawsze powinieneś mieć przy sobie kilka groszy.
- W question tags  cząstkę to się pomija: You ought to learn more, oughtn't you? → Powinieneś się więcej uczyć, prawda?

## Will
| will | will not | won't  |
| wɪl  | wɪl'nɒt  | 'wəʊnt |

Will jest czasownikiem pojawiającym się zawsze przed czasownikiem głównym, nigdy z cechą bezokolicznika to, czasownik modalizowany również nie przyjmuje cechy to. Czasem przeszłym czasownika will jest would. Czasownika will używa się w następujących sytuacjach:
- Do tworzenia czasu przyszłego[18]: Susan will be here in an hour → Susan będzie tu za godzinę.
- Do spekulowania o możliwości zaistnienia zdarzeń  czasie teraźniejszym bądź najbliższej przyszłości[18]: It's ten o'clock, Sheila will be in bed by now → Jest dziesiąta, Sheila powinna być już w łóżku.
- Do tworzenia pierwszego (rzeczywistego) trybu warunkowego; will występuje w zdaniach nadrzędnych[18]: If you sit by fire, you'll feel warmer → Jeśli usiądziesz przy ogniu, będzie ci cieplej.
- Will opisuje zwyczaje bądź przewidywalne zachowania[18]: A lion will never attack an elephant → Lew nigdy nie zaatakuje słonia.
- Do decydowania w czasie obecnym o przyszłości[18] Which shirt do you want? I'll take the blue one → Którą koszulę chcesz?  Wezmę tę niebieską.
- Will not nie zawsze odnosi się do przyszłości, a oznacza niechęć, odmowę, brak zgody[18]: My children will never do anything I say → Moje dzieci nigdy nie chcą robić, co każę.
- Może oznaczać nacisk bądź upór, choć to użycie jest obecnie rzadkie. Przy tym użyciu czasownik will jest zawsze akcentowany[18]: James will go out without a coat. He'll catch his death of cold one day → James musi koniecznie wyjść bez płaszcza. Pewnego dnia zaziębi się na śmierć.
- W I trybie warunkowym (rzeczywistym) w zdaniu warunkowym podrzędnym will najczęściej nie występuje. Jeśli wystąpi, może znaczyć: rezultat (We'll go home if it will make you better → Pójdziemy do domu, jeśli to ma ci pomóc), pytania nie wprost (I don't know if I'll be on time), uprzejme prośby (If you will come this way... → Gdybyś tak poszedł tędy, z łaski swojej), założenie, że warunek jest prawdziwy (If prices will really come down, I'm not going to buy a new flat now → Jeśli ceny naprawdę mają spaść, to nie kupuję mieszkania teraz) oraz silny nacisk (If you will eat so much, it's not surprising you feel ill → Jeśli faktycznie tyle jesz, to nic dziwnego, że się źle czujesz)[19].

## Would
| would | 'd | would not | wouldn't |
| wʊd   | d  | wʊd'nɒt   | 'wʊdnt   |

Would to formalnie forma czasu przeszłego czasownika will. Jest czasownikiem pojawiającym się zawsze przed czasownikiem głównym, nigdy z cechą bezokolicznika to, czasownik modalizowany również nie przyjmuje cechy to. W formie krótkiej występuje jako 'd. Znaczenia czasownika would:
- Would z bezokolicznikiem prostym występuje w zdaniu nadrzędnym II trybu warunkowego i oznacza konsekwencję nierzeczywistego warunku[20]: If I were rich, I'd travel around the world → Gdybym był bogaty, podróżowałbym po całym świecie.
- Would z bezokolicznikiem czasu przeszłego oznacza nierzeczywistą konsekwencję warunku osadzonego w przeszłości[20]: If I had lived in the 19 century, I wouldn't have driven a car → Gdybym żył w XIX wieku, nie kierowałbym samochodem.
- Would nie występuje po if, z wyjątkiem sytuacji, gdy oznacza zamiar: I'd be grateful, if you would look after these books → Byłbym wdzięczny, gdybyś popilnował tych książek.
- Występuje w prośbach formułowanych w sposób grzeczny[20]:  Would you, please, unlock the door? → Czy mógłbyś otworzyć te drzwi?
- Jako forma czasu przeszłego czasownika will oznacza odmowę: He wouldn't help, even if I begged him → Odmówił mi pomocy, choć go błagalem.
- Zastępuje will w mowie zależnej, gdy zdanie nadrzędne jest w czasie przeszłym[20]: He said he would buy a cat → Powiedział, że kupi kota.
- Oznacza zwyczajową czynność w przeszłości: Before they got married, Simon would wait for her every evening → Zanim się pobrali, Simon czekał na nią każdego wieczoru.

## Czasowniki semimodalne
Istnieje grupa czasowników, które tylko w niektórych sytuacjach zachowują się jak modalne. Są to: used to, dare i need. 

### Used to
| used to | did you used to | usedn't to |
| ju:st   | dɪdjə'ju:stə    | 'ju:sntə   |

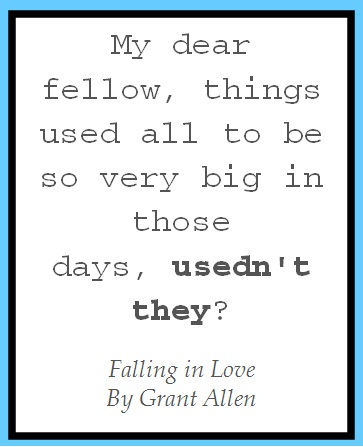

Czasownik modalny (wymowa: /ju:st/), występujący wyłącznie w czasie przeszłym i nie posiada żadnych innych form. W pytaniach nie traci końcówki d, choć forma use jest również poprawna: What did people use(d) to do when there was no TV? → Co ludzie robili, gdy nie było telewizji? I didn't use(d)  to like heavy metal music, but now I do → Kiedyś nie lubiłem muzyki heavymetalowej, ale teraz tak. Pytania można również tworzyć przez inwersję: Used you to drive a car when you were in the States? → Czy jeździłeś samochodem, jak byłeś w Stanach? 
W zdaniu przeczącym możliwa jest forma usedn't: I usedn't to watch football matches → Nie oglądałem meczów piłkarskich. Możliwe jest również zaprzeczenie czasownika głównego zamiast used i jest to spotykane głównie w stylu formalnym: I used not to like opera when I was in secondary school → Nie lubiłem opery, kiedy byłem w szkole średniej.
- Used to używa się do opisu czynności i stanów powtarzalnych w przeszłości, które obecnie nie mają miejsca[21]: I used to smoke, but I stopped → Kiedyś paliłem, ale przestałem.
- Used to używane jest do opisu wydarzeń we wcześniejszym stadium życia osoby lub rzeczy będącej podmiotem i wskazuje, że w międzyczasie zmieniły się warunki i dlatego dana czynność lub stan nie zachodzi. Nie używa się go, aby po prostu powiedzieć, że coś zdarzyło się w przeszłości: I used to work hard last month jest niepoprawne, w takich wypadkach używa się Past Simple: I worked hard last month → Ciężko pracowałem w zeszłym miesiącu[21].

### Dare
| dare | daren't | don't dare | dare you? | do you dare? |
| dɛə  | 'dɛənt  | dɒnt'dɛə   | dɛəjə     | dʊjə'dɛə     |

Czasownik dare jest zarówno zwykłym czasownikiem, jak i modalnym. Obecnie jest rzadki i niemal nie występuje w mowie potocznej, poza niektórymi zwrotami: Don't you dare! → Ani mi się waż!, How dare you? → Jak śmiesz? I daren't look → Nie śmiem patrzeć.
Jego podstawowe znaczenie to „wyzwać kogoś” i w tym znaczeniu jest czasownikiem przechodnim, konotującym dopełnienie bliższe: Go on, I dare you → No dalej, rzucam ci wyzwanie. Dare oznacza również: „śmieć”, „ośmielać się”, „ważyć się”, „mieć czelność” i w tym znaczeniu może być użyty jako czasownik zwykły lub, rzadziej, modalny: Does anyone dare (to) go there? = Dare anyone go there? → Czy ktoś ośmiela się tam iść? Daren't he go there? → Czyżby nie śmiał tam iść?

### Need
| need | needn't | don't need | need you? | do you need? |
| ni:d | 'ni:dnt | dɒnt'n:id  | ni:djə    | dʊjə'ni:d    |

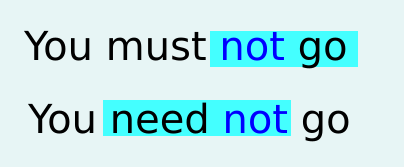
Oddziaływanie przeczenia not na czasowniki must i need

Czasownik need jest zarówno zwykłym czasownikiem, jak i modalnym. Need jest najczęściej zwykłym czasownikiem przechodnim z formą needs w III os. liczby pojedynczej i najczęściej następuje po nim bezokolicznik z to: Everybody needs to rest sometimes → Każdy musi kiedyś odpocząć. 
Need może zachowywać się w czasie teraźniejszym jak czasownik modalny: bez -s w III os. l.poj. i tworzyć pytania przez inwersję: She needn't reserve a seat, there'll be plenty of room → Ona nie musi rezerwować miejsca, będzie masa miejsca. Forma ta jest używana głównie w przeczeniach, ale jest również możliwa w pytaniach i w zdaniach podrzędnych: I wonder if I need fill in a form → Ciekawe czy będę potrzebował wypełnić formularz, This is the only form you need fill in i To jedyny formularz, który musisz wypełnić. 
Formy modalne czasownika need odnoszą się do natychmiastowej konieczności. Często są używane w prośbach o zezwolenie albo wydawaniu pozwolenia, zwykle zezwolenia, by czegoś nie robić. It's OK, you needn't/don't need to pay for that call → W porządku, nie musisz płacić za tę rozmowę. Ale: You don't need to pay for emergency calls in most countries → Nie trzeba płacić za rozmowy na numery alarmowe w większości krajów. 
Konstrukcja needn't have done oznacza, że dana czynność lub zdarzenie zaszło, choć było niepotrzebne, stratą czasu: You needn't have woken me up, I'm not working today → Nie musiałeś mnie budzić, dziś nie pracuję. Struktura didn't need to oznacza, że nie zaszła konieczność i dana czynność nie została wykonana: I didn't need to water my garden, it was raining all day yesterday → Nie musiałem podlewać ogródka, wczoraj padało cały dzień. 
Needn't oznacza brak przymusu w przeciwieństwie do must not, które oznacza przymus nierobienia czegoś: You needn't tell Jenny, she already knows → Nie musisz mówić tego Jenny, ona już to wie. Ale: You mustn't tell Jenny, I don't want her to know → Nie wolno ci mówić Jenny, nie chcę, aby wiedziała.